# Élancourt
Ne doit pas être confondu avec Élencourt ou Élincourt.
Élancourt est une commune française située dans le département des Yvelines, en région Île-de-France.
Elle fait partie de la Communauté d'agglomération de Saint-Quentin-en-Yvelines.

## Géographie

### Situation
À vol d'oiseau, la commune est située à 29,5 km à l'ouest de Paris et à environ 16 km à l'ouest de Versailles.

### Communes limitrophes
Les communes sont : Plaisir au nord, Trappes à l'est, Le Mesnil-Saint-Denis à l'extrême sud-est, La Verrière au sud, Maurepas au sud-ouest et Jouars-Pontchartrain à l'ouest-nord-ouest.

### Géologie et relief
La superficie de la commune est de 851 hectares ; son altitude varie entre 100 et 175 mètres.
La commune détient le point culminant « artificiel » du relief de l'Île-de-France avec 231 m d'altitude, la colline de la Revanche, aujourd'hui colline d'Élancourt, totalement artificielle puisque édifiée à partir des déblais de la ville nouvelle de Saint-Quentin-en-Yvelines.
Le village ancien est situé au début d'une dépression qui continue en vallée entre les hauts de Sainte-Apolline à Plaisir au nord et les hauts d'Élancourt puis Maurepas au sud, à proximité du hameau de Jouars à Jouars-Pontchartrain.

### Transports et voies de communications

#### Réseau routier
La ville est traversée par de nombreuses voies routières : la RN 12 et la RD 912 au nord de la ville, la RN 10 au sud. Le village est traversé par la RD 43 (route de Montfort) la RD 23 (route de Trappes) et la RD 58 (route du Mesnil).
La commune est également traversée par la route départementale R12, qui rejoint la RN 12. Cette voie réalisée au début des années 1970, est restée inachevée depuis, à la hauteur du plateau. Elle devait à l’origine rejoindre le prolongement de l'autoroute A12 au niveau du hameau du Rodon, sur la commune du Mesnil-Saint-Denis. Mais ce prolongement, dont le tracé est toujours controversé, devait permettre de désengorger la RN 10. Il n'a toujours pas été réalisé. La R12 constitue toutefois une voie qui permet de relier le quartier de la Clef de Saint-Pierre au reste de la ville.

#### Desserte ferroviaire
Les gares les plus proches sont la gare de La Verrière et la gare de Trappes.

#### Bus
La commune est desservie par les lignes 6, 10, 401, 402, 5120, 5122, 415, 416, 417, 418, 431, 441, 448, 449, 450, 463 et 5185 du réseau de bus de Saint-Quentin-en-Yvelines, par les lignes 15, 78 et 475 du réseau de bus Île-de-France Ouest, par les lignes 5, Express 12, 61, Express 67, 89, DF et M du réseau de bus Centre et Sud Yvelines, par la ligne Express 100 du réseau de bus de Poissy - Les Mureaux et, la nuit, par la ligne N145 du réseau Noctilien.

#### Projet
Dans le cadre de l'opération d'intérêt national (OIN), il a été envisagé de créer un transport en commun en site propre pour connecter la gare de La Verrière à celle de Trappes, en passant par Maurepas et Élancourt. Mais ce projet, qui était envisagé d'ici 2013, n'a pas encore vu le jour.

### Climat
Pour des articles plus généraux, voir Climat de l'Île-de-France et Climat des Yvelines.
En 2010, le climat de la commune est de type climat océanique dégradé des plaines du Centre et du Nord, selon une étude du CNRS s'appuyant sur une série de données couvrant la période 1971-2000. En 2020, Météo-France publie une typologie des climats de la France métropolitaine dans laquelle la commune est exposée à un climat océanique altéré et est dans la région climatique  Sud-ouest du bassin Parisien, caractérisée par une faible pluviométrie, notamment au printemps (120 à 150 mm) et un hiver froid (3,5 °C). 
Pour la période 1971-2000, la température annuelle moyenne est de 10,9 °C, avec une amplitude thermique annuelle de 15 °C. Le cumul annuel moyen de précipitations est de 699 mm, avec 11,2 jours de précipitations en janvier et 7,9 jours en juillet. Pour la période 1991-2020, la température moyenne annuelle observée sur la station météorologique la plus proche, située sur la commune de Trappes à 4 km à vol d'oiseau, est de 11,6 °C et le cumul annuel moyen de précipitations est de 686,3 mm,. Pour l'avenir, les paramètres climatiques de la commune estimés pour 2050 selon différents scénarios d'émission de gaz à effet de serre sont consultables sur un site dédié publié par Météo-France en novembre 2022.
| Mois                                  | jan.             | fév.             | mars             | avril           | mai             | juin           | jui.          | août          | sep.            | oct.            | nov.            | déc.             | année      |
| ------------------------------------- | ---------------- | ---------------- | ---------------- | --------------- | --------------- | -------------- | ------------- | ------------- | --------------- | --------------- | --------------- | ---------------- | ---------- |
| Température minimale moyenne (°C)     | 1,9              | 1,8              | 3,9              | 6               | 9,4             | 12,5           | 14,4          | 14,2          | 11,3            | 8,5             | 4,8             | 2,4              | 7,6        |
| Température moyenne (°C)              | 4,3              | 4,9              | 7,9              | 10,7            | 14,1            | 17,3           | 19,5          | 19,4          | 16              | 12,2            | 7,6             | 4,8              | 11,6       |
| Température maximale moyenne (°C)     | 6,8              | 8                | 11,9             | 15,4            | 18,8            | 22,1           | 24,6          | 24,6          | 20,7            | 15,8            | 10,4            | 7,2              | 15,5       |
| Record de froid (°C) date du record   | −15,8 17.01.1985 | −15,6 13.02.1929 | −10,5 07.03.1971 | −4,1 12.04.1986 | −1,2 07.05.1957 | 0,1 01.06.1936 | 2 09.07.1929  | 4 31.08.1928  | −0,5 20.09.1952 | −5,2 28.10.1931 | −8,9 24.11.1998 | −14,3 22.12.1946 | −15,8 1985 |
| Record de chaleur (°C) date du record | 16 05.01.1999    | 20,3 27.02.19    | 24,7 31.03.21    | 28 18.04.1949   | 30,9 27.05.05   | 36 18.06.22    | 40,6 25.07.19 | 39,1 06.08.03 | 34,6 09.09.23   | 29 01.10.1985   | 21 03.11.1927   | 16,8 07.12.00    | 40,6 2019  |
| Ensoleillement (h)                    | 57               | 80               | 133              | 175             | 201             | 209            | 222           | 216           | 176             | 116             | 67              | 55               | 17 138     |
| Précipitations (mm)                   | 56,2             | 49,9             | 50,1             | 49,9            | 66              | 57             | 56,3          | 56,1          | 49,8            | 61,8            | 61,2            | 72               | 686,3      |

## Urbanisme

### Typologie
Au 1er janvier 2024, Élancourt est catégorisée grand centre urbain, selon la nouvelle grille communale de densité à sept niveaux définie par l'Insee en 2022.
Elle appartient à l'unité urbaine de Paris, une agglomération inter-départementale regroupant 407  communes, dont elle est une commune de la banlieue,,. Par ailleurs la commune fait partie de l'aire d'attraction de Paris, dont elle est une commune du pôle principal,. Cette aire regroupe 1 929 communes,.

### Occupation des sols
Le tableau ci-dessous présente l'occupation des sols de la commune en 2018, telle qu'elle ressort de la base de données européenne d’occupation biophysique des sols Corine Land Cover (CLC).
| Type d’occupation                                              | Pourcentage | Superficie (en hectares) |
| -------------------------------------------------------------- | ----------- | ------------------------ |
| Tissu urbain discontinu                                        | 36,4 %      | 338                      |
| Zones industrielles ou commerciales et installations publiques | 18,5 %      | 172                      |
| Réseau routier et ferroviaire et espaces associés              | 1,3 %       | 12                       |
| Espaces verts urbains                                          | 4,6 %       | 43                       |
| Équipements sportifs et de loisirs                             | 7,3 %       | 68                       |
| Terres arables hors périmètres d'irrigation                    | 1,1 %       | 10                       |
| Systèmes culturaux et parcellaires complexes                   | 6,1 %       | 57                       |
| Forêts de feuillus                                             | 24,6 %      | 228                      |
| Source : Corine Land Cover                                     |             |                          |

### Morphologie urbaine
La majeure partie de la population se trouve aujourd'hui sur le plateau d'Élancourt-Maurepas, entre cette vallée et la route nationale 10 qui traverse la commune dans sa partie sud.
Les hameaux traditionnels, comme ils existent encore à Jouars-Pontchartrain, n'ont pas subsisté à Élancourt, à l'exception du seul hameau ancien (XVIe siècle) resté à l'écart de la commune : le hameau de Launay sur la route départementale 23 qui mène du vieux village à Jouars. Les trois autres (la Grande et la Petite Villedieu et les Coudrays) sont aujourd'hui intégrés à des quartiers.

### Quartiers
Les quartiers d'Élancourt sont : les Petits Prés, les Réaux, la Villedieu, la Commanderie des Templiers, la Nouvelle Amsterdam, les Nouveaux Horizons, une partie de la Villeparc, les Coudrays, le Gandouget, les 4 Arbres, le Pré Yvelines, les Mousseaux, le hameau de Launay, la Muette, le Berceau, les Cotes et la Clef de Saint-Pierre.
Un nouveau quartier, le quartier de la Sente des Réaux, a été construit près des Réaux.

#### Le village
Niché dans la vallée du ru d'Élancourt, avec ses maisons en pierres meulières et l'église Saint-Médard, le village (communément appelé Élancourt Village) est le témoin de l’histoire ancienne de la commune. Le village est quasi exclusivement résidentiel. Constructions anciennes et plus contemporaines s'harmonisent dans un paysage de verdure.
Le village est composé des maisons anciennes regroupées le long de la route de Trappes (RD 23).
Plus récemment, dans les années 1980, des lotissements sont venus étendre le village. Un lotissement de vingt maisons est en cours d'aménagement.
Le village comporte aussi quelques équipements publics :
- la ferme du Mousseau (espace culturel municipal) ;
- l'ancienne mairie-école (destinée à accueillir le musée de l'Éducation).

Le village comporte, en plus de l'église Saint-Médard, un patrimoine historique et naturel important :
- l'orphelinat de l'Abbé Méquignon ;
- le lavoir de l'Hermanderie ;

Aperçus du village
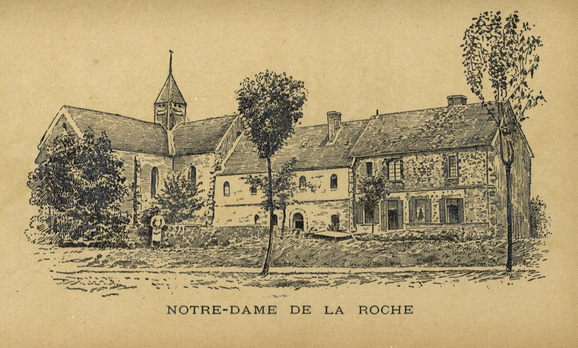
Orphelinat Notre-Dame de la Roche fondé par l'abbé Méquignon.
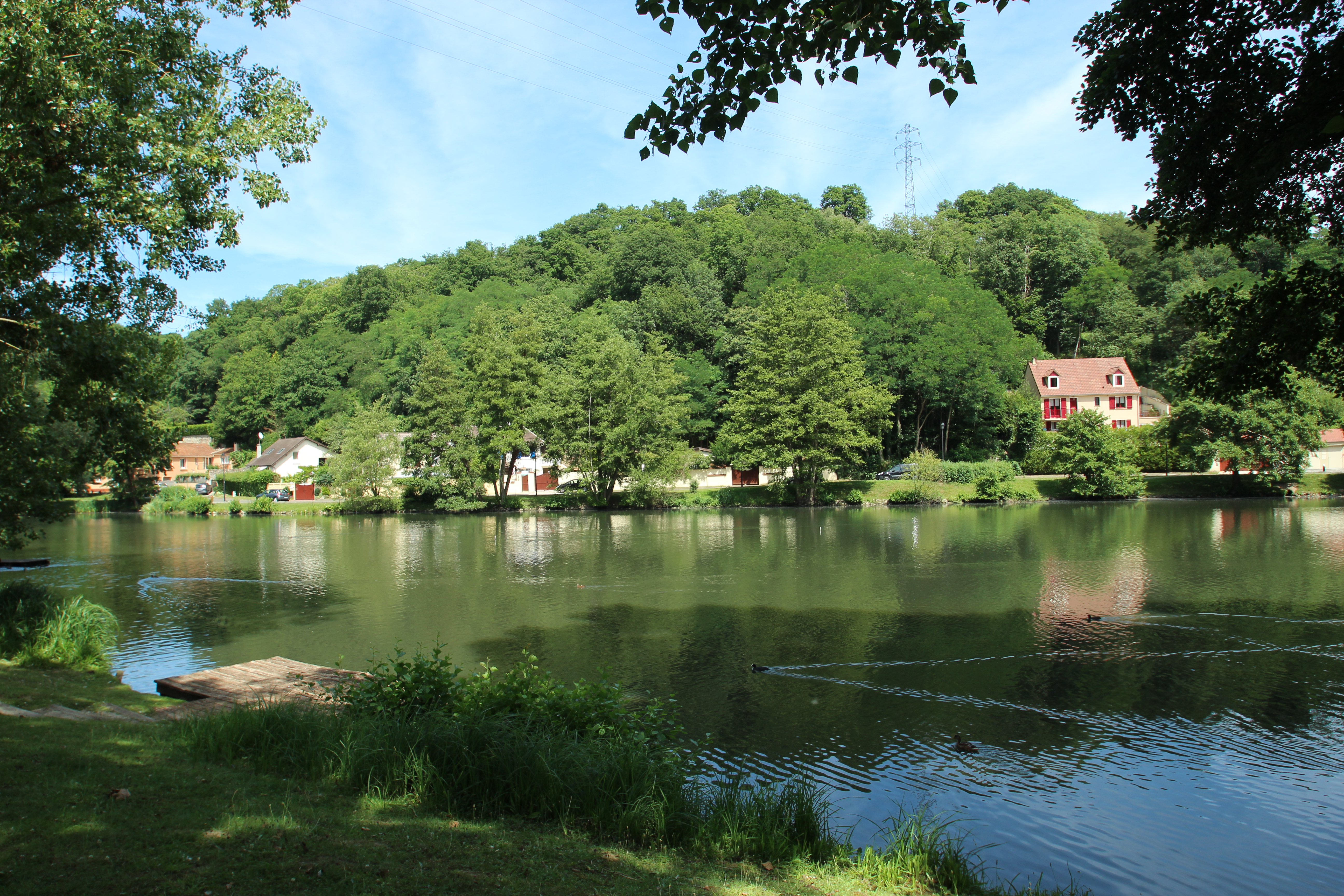
le bassin de la Muette ;
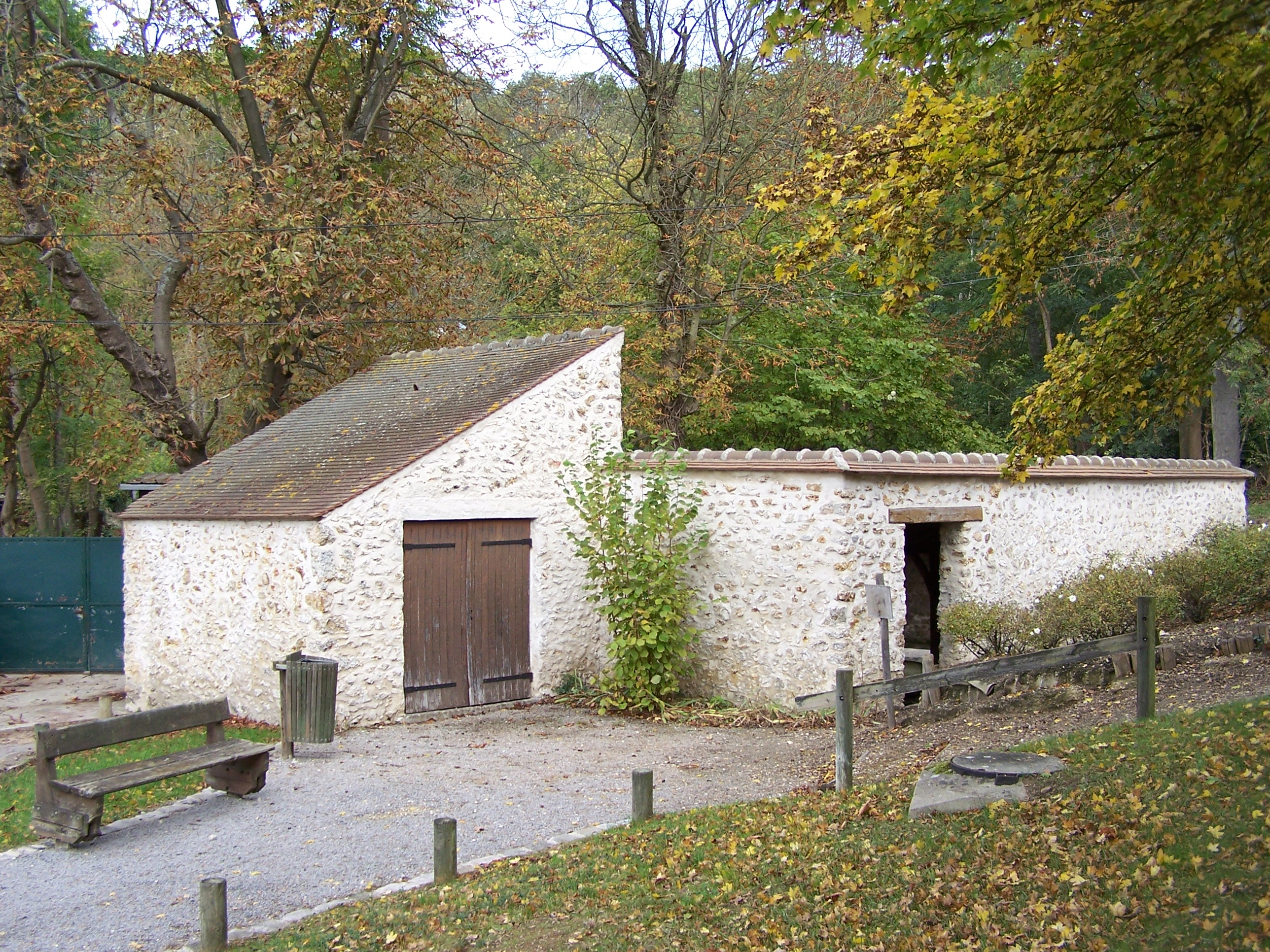
Lavoir de l'Hermanderie.
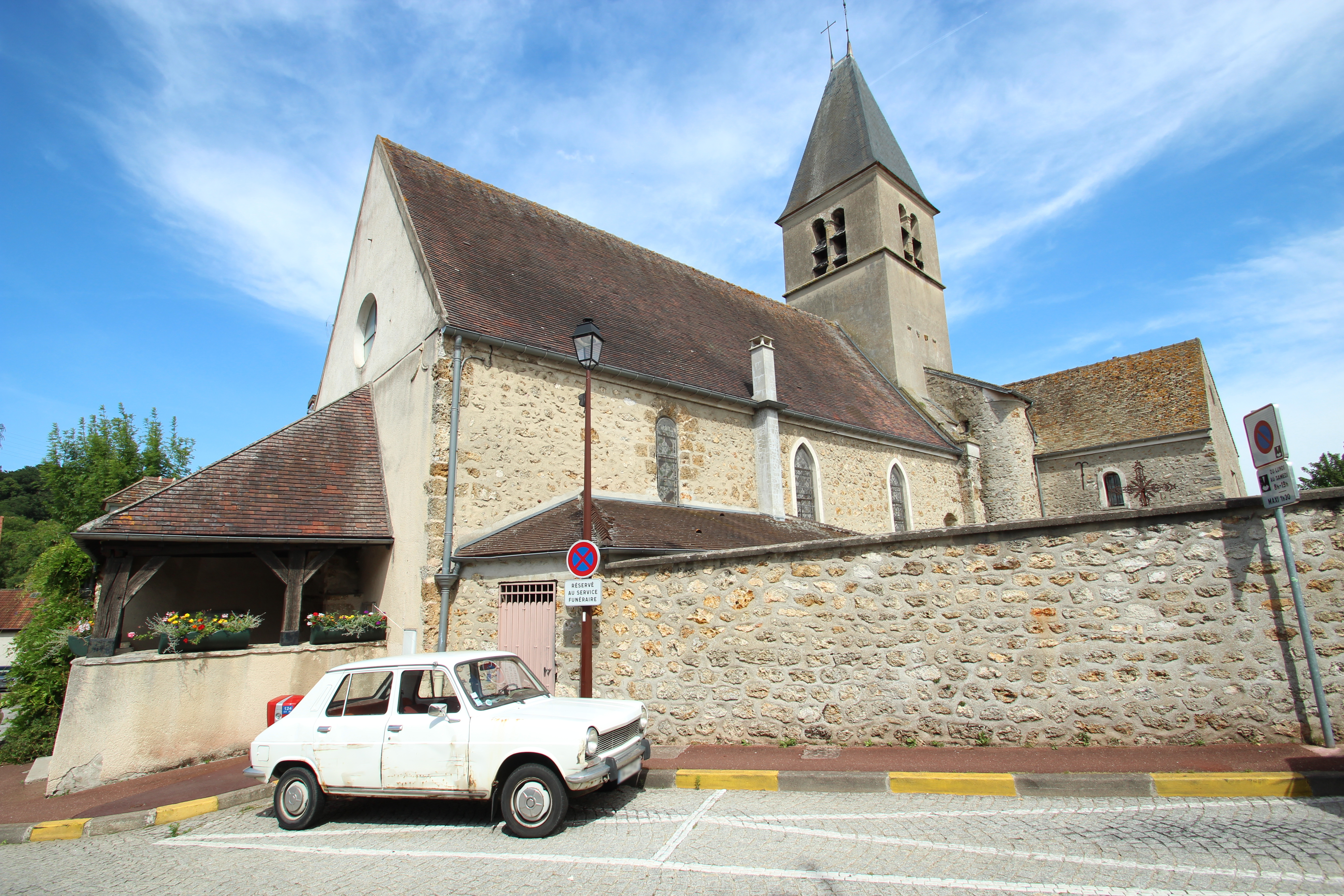
Église Saint-Médard.

- le jardin des Cinq-Sens.  - Aperçus du village
  - Orphelinat Notre-Dame de la Roche fondé par l'abbé Méquignon.
  - Bassin de la Muette.
  - Lavoir de l'Hermanderie.
  - Église Saint-Médard.

#### Le plateau
Situé sur la partie sud d'Élancourt, proche de Maurepas et de la gare de La Verrière le plateau (également appelé plateau d'Élancourt-Maurepas) s'est couvert d'une urbanisation dense.
Cette urbanisation qui a débuté dans les années 1970, dans le cadre de la ville nouvelle, se caractérise par la présence majoritaire de résidences et de groupes d'immeubles. Elle s'est effectuée quartier par quartier.
La Commanderie des Templiers, à la Villedieu, est le premier lotissement à sortir de terre en 1970. Ce quartier est aménagé par un promoteur privé, Levitt France. Le quartier de l'Agiot, qui jouxte Maurepas, est ensuite réalisé par Jacques Riboud (architecte Roland Prédiéri). Jacques Riboud était également propriétaire ou titulaire d'options sur la majeure partie des terrains du plateau, mais à la demande de Paul Delouvrier il les a cédé à la Mission d'aménagement de Saint-Quentin-en-Yvelines, futur Établissement public d'aménagement de Saint-Quentin-en-Yvelines (EPASQY).
Les premières opérations de la ville nouvelle de Saint-Quentin-en-Yvelines sont ainsi lancées sous la direction de Serge Goldberg et selon un plan-masse proposé par l'architecte-urbaniste Guy Lagneau : la Villedieu (architectes Jean Dubuisson et Claude Parent), les Nouveaux Horizons, La Grenouillère, le Pré-Yvelines.
Le développement économique n'est pas oublié, avec la création du quartier des IV Arbres, qui accueillait de nombreux artisans.
Plusieurs quartiers sont réalisés à cheval sur les deux communes d'Élancourt et de Maurepas, comme La Villeparc ou le Quartier des Sept-Mares, qui devait constituer le principal centre-ville de l'ouest de la ville nouvelle et qui comporte cinémas, maison pour tous, bibliothèque, commerces, centre administratif et hôtel de ville (architectes J. Kalisz, R. Salem et F. Douçot), salle d'exposition, et logements.
Ce centre-ville qui se caractérise une architecture audacieuse, est aménagé par le couple Martine et Philippe Deslandes qui réalise également le quartier du Pré-Yvelines (« Pistons, cylindres »), mais également la grande halle de Saint-Quentin et le quartier de la Grande-Île à Voisins-le-Bretonneux.
D'autres quartiers résidentiels sortent de terre à la fin des années 1970 et dans la première partie des années 1980 : le Gandouget, les Petits Prés, les Réaux.
Depuis le début des années 2000, de nouveaux programmes immobiliers (représentant environ 700 logements) ont été aménagés rue de la Haie-à-Sorel.
Aujourd'hui l'urbanisation est quasiment achevée sur le plateau. Un projet de ZAC dans le secteur des Réaux est en cours d'élaboration (400 logements prévus). Il constituera alors le dernier quartier du Plateau.

#### La Clef de Saint-Pierre
Ce quartier est situé au nord de la commune.
Ancien territoire de la commune de Plaisir, le quartier de la Clef de Saint-Pierre a été rattaché à Élancourt en 1983, lorsque Plaisir a choisi de sortir de la ville nouvelle. Tout d'abord uniquement zone d'activités en bordure de la route nationale 12 et contiguë à la zone d'activités de Pissaloup partagée avec Trappes, ce lieu-dit s'est rapidement métamorphosé dans les années 1990 en quartier pour accueillir de nombreux résidents et leur offrir de nombreux services de proximité, malgré une importante diminution de l'emploi sur ce quartier.
Le quartier commence à s'urbaniser à partir de 1990, avec la réalisation du siège de Thomson-CSF, à proximité de la RN 12. Cet immeuble de bureaux de 80 000 m2, est depuis 2006 occupé par EADS Defense and Security devenu CASSIDIAN, puis Airbus Defence and Space. Cet immeuble lance alors la vocation économique du nord du quartier. De nombreuses grandes entreprises s'y implantent (CRMA, Fenwick, Bayer, Matra, Kawasaki, etc.).
À partir de 1992, les premiers logements sont réalisés. Ils sont situés au sud du quartier, à proximité de la RD 912. Le plan d'aménagement, réalisé par l'EPASQY prévoit plus de 2 000 logements, un collège, un stade (le complexe sportif Europe), deux écoles primaires, une mairie annexe, une annexe du commissariat de police municipale ainsi que de nombreux commerces sur la Place de Paris.
Le quartier propose une architecture assez caractéristique des années 1990 : toits terrasses, immeubles-villas, maisons de ville et lotissements pavillonnaires. Le Beffroi, qui comporte des logements étudiants, constitue l'immeuble le plus haut du quartier (15 étages). À l'origine, cet immeuble devait représenter le principal « repère » de la Clef de Saint-Pierre.
C'est à proximité que se trouve la colline d'Élancourt, anciennement colline de la Revanche, point culminant de l'Île-de-France (231 m), insérée entre la zone d'activités des Bruyères à Trappes et la route départementale 912. Elle est aujourd'hui fréquentée par des aficionados de parapente, de planeur radiocommandé (principalement du vol de pente), de cerf-volant et de VTT. Tous les ans, s'y déroule une épreuve du Challenge athlétique des Yvelines, la course de colline d'Élancourt dite la Revanche, longue de 10 km (environ 350 participants, 10e édition en 2006). Chaque année également, a lieu une épreuve du Challenge de VTT des Yvelines, la Revancharde, qui réunit plus de 200 participants (7e édition en 2005). L'endroit a été retenu comme site olympique pour accueillir les épreuves de VTT des Jeux olympiques d'été de Paris 2024.
Depuis peu un parc d'attraction nommé Royal Kids a été créé[réf. nécessaire].

## Toponymie
Dans le polyptyque d'Irminon, abbé qui établit un registre des biens de l'abbaye de Saint-Germain-des-Prés au IXe siècle, se trouve la première mention du nom de la commune sous la forme latinisée d’Aglini curtis, ou Aglinicurtis, puis on trouve, Herencurtem en 1144, Erancourt en 1206, Elsencourt en 1249, Elencuria en 1250, Elaencourt en 1256, Ellencourt en 1472, Allencourt en 1600, Eslancourt en 1712, jusqu'à la forme actuelle Élancourt attestée en 1757,.
Il s'agit d'une formation toponymique médiévale en -court, appellatif qui représente la fixation du nom commun gallo-roman *CŌRTE (bas latin cōrtem, ou alternativement curtis) qui pouvait avoir divers sens « ferme enclose, exploitation, domaine rural »,,. Il est à l'origine du français cour auquel les clercs ont ôté le -t final d'après une étymologie erronée par le latin curia, alors que le dérivé courtois le conserve.
Le premier élément Elan- s'explique par une série de transformations phonétiques à partir de l'anthroponyme germanique Agilenus, autrement dit Aglin, formé sur le thème agil, d'où le sens global de « ferme enclose d'Aglin » ou « l'exploitation rurale d'Aglin ». Albert Dauzat qui ne citent pas de formes anciennes, signe qu'il n'en connaît pas, y a vu l'anthroponyme germanique Ella, nom incompatible avec la forme la plus ancienne Aglinicurtis.

## Histoire

### Les Templiers et les Hospitaliers
La pièce la plus ancienne attestant d'une commanderie établie à Élancourt est une confirmation par Arnaud de la Ferté, seigneur de Villepreux, de la donation faite par son vassal Dreux de Villette à l'ordre du Temple. Cette charte est datée de l'épiscopat de Jean de Salisbury, évêque de Chartres de 1176 à 1180, ce qui signifie que la commanderie existait déjà à cette date. Ce n'est qu'en septembre 1206 qu'est mentionné, pour la première fois, le nom « de la Villedieu de Maurepas », dans un acte d'accord entre les Templiers et l'abbaye de Saint-Denis.
Lors de la dissolution des Templiers en 1312, tous les biens de Villedieu-Maurepas furent placées sous l'obédience des Hospitaliers de l'ordre de Saint-Jean de Jérusalem de la commanderie de Louviers-Vaumion située à Omerville.

### Histoire démographique
En 1472, la petite commune d’Ellencourt atteint pour la première fois la centaine d’habitants. Au début du XXe siècle, Élancourt compte 598 habitants, population constituée en majorité d'agriculteurs répartis sur 734 hectares.
L’évolution très lente de la population va se poursuivre jusqu’à l’arrivée en 1970, afin de rééquilibrer la région parisienne, du concept de ville nouvelle. À la fin des années 1960, c'est d'abord Jacques Riboud qui acquiert les terrains de plaine de l'Agiot et des Sept-Mares, où il commence la construction d'une ville majoritairement pavillonnaire en continuité du projet qu'il mène sur Maurepas. En 1971, Élancourt est intégré dans la ville nouvelle de Saint-Quentin-en-Yvelines, et c'est finalement l'équipe de Serge Goldberg qui dessine le centre des Sept-Mares et pilote les autres opérations (la Commanderie, les Nouveaux-Horizons…). L’arrivée de la Ville Nouvelle est alors synonyme de « boum démographique » extraordinaire car après avoir réuni 800 personnes en cinq siècles, Élancourt attire plus de 8 000 personnes en cinq ans. En 1978, la Ville compte déjà 15 000 habitants.

### Autres

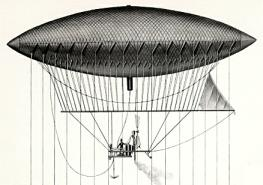
L'Aréostat, le dirigeable Giffard en 1852, lors d'un vol de démonstration entre Paris et Élancourt.

Le 24 septembre 1852, parti de l'hippodrome, place de l’Étoile à Paris, l'aéronaute français Henri Giffard, à bord du premier dirigeable à vapeur, à la vitesse de 7 km/h, et atterrit sur le site d'Élancourt, aujourd'hui, le quartier de l'aérostat à Trappes.
Le 1er octobre 1968, Stéfan Markovic, ancien garde du corps de l'acteur Alain Delon est retrouvé mort à Élancourt, dans une « décharge sauvage » au pied de l'actuelle colline d'Élancourt. L'enquête montre qu'il a été assassiné d'une balle dans la tête. C'est le début de l'affaire Markovic qui est devenue une affaire d'État et, malgré des années d'enquête, n'a jamais pu être élucidée.
En 1983, le secteur agricole de la Clef de Saint-Pierre, d'environ 230 hectares, situé à Plaisir et destiné à être urbanisé dans le cadre de la Ville Nouvelle, est rattaché à Élancourt, au moment où Plaisir choisit de sortir de la ville nouvelle.
En 2006, le comité interministériel d'aménagement et de compétitivité des territoires (CIACT) acte la mise en place de l'opération d'intérêt national de Massy Palaiseau Saclay Versailles Saint-Quentin-en-Yvelines qui vise à mettre en place un projet d’aménagement adossé à un projet scientifique pour le développement dans les prochaines décennies d'un grand territoire sur cette zone.

## Politique et administration

### Circonscription
Élancourt fait partie de la onzième circonscription des Yvelines. Cette circonscription regroupe les communes de Bois-d'Arcy, Fontenay-le-Fleury, Le Mesnil-Saint-Denis, La Verrière, Saint-Cyr-l'École et Trappes.

### Tendances politiques et résultats
Les personnalités exerçant une fonction élective dont le mandat est en cours et en lien direct avec le territoire d'Élancourt sont les suivantes :
| Élection             | Territoire                         | Titre                      | Nom                               | Tendance politique |  | Début de mandat  | Fin de mandat |
| -------------------- | ---------------------------------- | -------------------------- | --------------------------------- | ------------------ |  | ---------------- | ------------- |
| Municipales 2020     | Commune d'Élancourt                | Maire                      | Jean-Michel Fourgous              | LR                 |  | 27 mai 2020      | mars 2026     |
| Départementales 2021 | Canton de Trappes                  | Conseillers départementaux | Anne Capiaux et Nicolas Dainville | LR                 |  | 1er juillet 2021 | mars 2028     |
| Législatives 2024    | 11ème circonscription des Yvelines | Député                     | Laurent Mazaury                   | UDI                |  | 8 juillet 2024   | juillet 2029  |

#### Élections présidentielles
Résultats des seconds tours :
- Élection présidentielle de 1995 : 53,85 % pour Jacques Chirac (RPR), 46,15 % pour Lionel Jospin (PS). Le taux de participation était de 80,97 %.
- Élection présidentielle de 2002 : 89,55 % pour Jacques Chirac (RPR), 10,45 % pour Jean-Marie Le Pen (FN). Le taux de participation était de 80,92 %.
- Élection présidentielle de 2007 : 50,15 % pour Ségolène Royal (PS), 49,85 % pour Nicolas Sarkozy (UMP). Le taux de participation était de 86,48 %.
- Élection présidentielle de 2012 : 55,97 % pour François Hollande (PS), 44,03 % pour Nicolas Sarkozy (UMP). Le taux de participation était de 81,18 %.
- Élection présidentielle de 2017 : 79,96 % pour Emmanuel Macron (REM), 20,04 % pour Marine Le Pen (FN). Le taux de participation était de 74,24 %.
- Élection présidentielle de 2022 : 73,05 % pour Emmanuel Macron (LREM), 26,95 % pour Marine Le Pen (RN). Le taux de participation était de 72,60 %.

#### Élections législatives
Résultats des seconds tours :
- Élections législatives de 1993 : 50,25 % pour Jean-Michel Fourgous (RPR), 49,75 % pour Guy Malandain (PS). Le taux de participation était de 72,26 %.
- Élections législatives de 1997 : 53,15 % pour Jean-Michel Fourgous (RPR), 46,85 % pour Catherine Tasca (PS). Le taux de participation était de 70,99 %.
- Élections législatives de 2002 : 55,86 % pour Jean-Michel Fourgous (UMP), 44,14 % pour Catherine Tasca (PS). Le taux de participation était de 64,67 %.
- Élections législatives de 2007 : 58,29 % pour Jean-Michel Fourgous (UMP), 41,71 % pour Safia Otokoré (PS). Le taux de participation était de 59,20 %.
- Élections législatives de 2012 : 50,20 % pour Benoît Hamon (PS), 49,80 % pour Jean-Michel Fourgous (UMP). Le taux de participation était de 60,35 %.
- Élections législatives de 2017 : 53,06 % pour Jean-Michel Fourgous (UMP), 46,94 % pour Nadia Hai (LREM). Le taux de participation était de 47,82 %.
- Élections législatives de 2022 : 51,61 % pour Aurélie Piacenza (RE), 48,39 % pour William Martinet (LFI). Le taux de participation était de 50,81 %.
- Élections législatives de 2024 : 53,77 % pour Laurent Mazaury (UDI), 46,23 % pour William Martinet (LFI). Le taux de participation était de 67,72 %.

#### Élections européennes
Résultats des deux meilleurs scores :
- Élections européennes de 1994 : 25,65 % pour Dominique Baudis (UDF), 19,71 % pour Michel Rocard (PS). Le taux de participation était de 51,92 %.
- Élections européennes de 1999 : 24,94 % pour François Hollande (PS), 14,75 % pour Daniel Cohn-Bendit (LV). Le taux de participation était de 46,76 %.
- Élections européennes de 2004 : 29,30 % pour Harlem Désir (PS), 16,85 % pour Patrick Gaubert (UMP). Le taux de participation était de 45 %.
- Élections européennes de 2009 : 29,31 % pour Michel Barnier (UMP), 21,70 % pour Daniel Cohn-Bendit (LV). Le taux de participation était de 39,50 %.
- Élections européennes de 2014 : 25,49 % pour Alain Lamassoure (UMP), 15,33 % pour Pervenche Berès (PS). Le taux de participation était de 40,65 %.
- Élections européennes de 2019 : 26,59 % pour Nathalie Loiseau (LREM), 16,78 % pour Yannick Jadot (EÉLV). Le taux de participation était de 49,01 %.
- Élections européennes de 2024 : 21,48 % pour Jordan Bardella (RN), 18,88 % pour Manon Aubry (LFI). Le taux de participation était de 52,74 %.

#### Élections régionales
Résultats des seconds tours :
- Élections régionales de 2004 : 52,94 % pour Jean-Paul Huchon (PS), 39,15 % pour Jean-François Copé (UMP), 7,91 % pour Marine Le Pen (FN). Le taux de participation était de 66,14 %.
- Élections régionales de 2010 : 58,77 % pour Jean-Paul Huchon (PS), 41,23 % pour Valérie Pécresse (UMP). Le taux de participation était de 45,97 %.
- Élections régionales de 2015 : 45,92 % pour Valérie Pécresse (LR), 42,59 % pour Claude Bartolone (PS), 11,49 % pour Wallerand de Saint-Just (FN). Le taux de participation était de 52,69 %.
- Élections régionales de 2021 : 51,85 % pour Valérie Pécresse (SL), 30,75 % pour Julien Bayou (EÉLV), 9,32 % pour Laurent Saint-Martin (LREM), 8,08 % pour Jordan Bardella (RN). Le taux de participation était de 31,54 %.

#### Élections départementales
Résultats des seconds tours :
- Élections départementales de 2015 : 63,55 % pour Anne Capiaux et Jean-Michel Fourgous (UMP), 36,45 % pour Alain Hajjaj (PCF) et Jeanine Mary (PS). Le taux de participation était de 41,22 %.
- Élections départementales de 2021 : 68,38 % pour Anne Capiaux et Nicolas Dainville (LR), 31,62 % pour Anne-Marie Bouquet (PCF) et Ali Rabeh (G·s). Le taux de participation était de 31,73 %.

#### Élections cantonales
Résultats des seconds tours :
- Élections cantonales de 1994 : 53,11 % pour Alain Danet (PS), 46,89 % pour Henri Pailleux (RPR). Le taux de participation était de 55,66 %.
- Élections cantonales de 2001 : 53,45 % pour Henri Pailleux (RPR), 46,55 % pour Georges Mougeot (PS). Le taux de participation était de 38,88 %.
- Élections cantonales de 2008 : 51,56 % pour Gérald Favier (DVD) 38,65 % pour Ismaïla Wane (PS), 9,79 % pour Henri Pailleux (UMP). Le taux de participation était de 41,87 %.

#### Élections municipales
Résultats des deux meilleurs scores du premier tour : 
- Élections municipales de 2008 : 57,42 % pour Jean-Michel Fourgous (UMP), 34,72 % pour Michel Besseau (PS). Le taux de participation était de 56,59 %.
- Élections municipales de 2014 : 60,19 % pour Jean-Michel Fourgous (UMP), 23,76 % pour Michel Besseau (PS). Le taux de participation était de 55,11 %.
- Élections municipales de 2020 : 56,93 % pour Jean-Michel Fourgous (LR), 30,56 % pour Catherine Perrotin Raufaste (G·s). Le taux de participation était de 36,61 %.

### Liste des maires
| Période    | Période                   | Identité                                                                                           | Étiquette         | Qualité |
| ---------- | ------------------------- | -------------------------------------------------------------------------------------------------- | ----------------- | --- |
| 1790       | 1795                      | Jean Baptiste Dauvilliers                                                                          |                   | Cultivateur |
| 1795       | 1795                      | François Lahaye                                                                                    |                   | Marchand épicier à Sèvres, puis cultivateur à Élancourt |
| 1795       | 1800                      | Pas de maire municipalités abolies par le Directoire, communes administrées au chef lieu de canton |                   | |
| 1800       | 1800                      | Pierre Angibout                                                                                    |                   | Vannier à la Harmanderie (Élancourt) |
| 1800       | 1816                      | Jean Baptiste Mahieu                                                                               |                   | Cultivateur à la Villedieu (Élancourt) |
| 1816       | 1826                      | Gilles Cauchuis                                                                                    |                   | Soisson à Élancourt |
| 1826       | 1834                      | Jean Baptiste Mahieu (2e mandat)                                                                   |                   | Cultivateur la Villedieu (Élancourt) |
| 1834       | 1842                      | Charles Louis Moteau                                                                               |                   | Cultivateur à la Villedieu (Élancourt) |
| 1842       | 1850                      | Jean Louis Legrand                                                                                 |                   | Meunier à Fréquembaux (Élancourt) |
| 1851       | 1855                      | Louis André Daumet                                                                                 |                   | Charron à Élancourt |
| 1855       | 1869                      | Augustin Julien Lahaye                                                                             |                   | Cultivateur à Élancourt |
| 1869       | 1871                      | Jérôme Philippe Boulland, cité maire par intérim dans les actes                                    |                   | Cultivateur à Élancourt |
| 1871       | 1871                      | Charles Jean Baptiste Lamontagne                                                                   |                   | Cultivateur au Mousseau (Élancourt) |
| 1871       | 1876                      | François Sénéchal                                                                                  |                   | Meunier à Jouars-Ponchartrain |
| 1876       | 1881                      | Charles Jean Baptiste Lamontagne (2e mandat)                                                       |                   | Cultivateur au Mousseau (Élancourt) |
| 1881       | 1914                      | Jean Joseph (Barthélémy) Simon                                                                     |                   | Rentier |
| 1914       | 1920                      | Charles Baptiste Lamontagne                                                                        |                   | Cultivateur à Élancourt |
| 1920       | 1929                      | François Eugène Sénéchal                                                                           |                   | |
| 1929       | 1940                      | François Brumaud                                                                                   |                   | |
| 1940       | 1943                      | Gaston Lamontagne                                                                                  |                   | |
| 1943       | 1953                      | André Goujon                                                                                       | RPF               | |
| 1953       | 1969                      | Alfred Sénéchal                                                                                    | UNR               | Propriétaire |
| 1969       | mars 1971                 | François Neveu                                                                                     | UDR               | Ingénieur chimiste, maire honoraire |
| mars 1971  | mars 1977                 | Georges Le Roux                                                                                    | UDR               | |
| mars 1977  | avril 1996                | Alain Danet                                                                                        | PS                | Conseiller régional d'Île-de-France [Quand ?] |
| avril 1996 | En cours (au 29 mai 2020) | Jean-Michel Fourgous                                                                               | RPR puis UMP → LR | Chef d'entreprise Député des Yvelines (11e circ. (1993 → 1997 puis 2002 → 2012) Conseiller départemental de Trappes (2015 → 2017) Président de la CA de Saint-Quentin-en-Yvelines (2017 → ) Réélu pour le mandat 2020-2026 |

### Jumelages
Les villes jumelées à Élancourt sont :
- Laubach (Allemagne) depuis 1975 ;
- Cassina de' Pecchi (Italie) depuis 1997 ;
- Gräfenhainichen (Allemagne) depuis 2003 ;
- Ħ'Attard (Malte) depuis 2016.

Villes-partenaires :
- Vologda (Russie).

## Population et société

### Démographie

#### Évolution démographique
L'évolution du nombre d'habitants est connue à travers les recensements de la population effectués dans la commune depuis 1793. Pour les communes de plus de 10 000 habitants les recensements ont lieu chaque année à la suite d'une enquête par sondage auprès d'un échantillon d'adresses représentant 8 % de leurs logements, contrairement aux autres communes qui ont un recensement réel tous les cinq ans,.

En 2022, la commune comptait 26 348 habitants, en évolution de +3,21 % par rapport à 2016 (Yvelines : +2,72 %, France hors Mayotte : +2,11 %).
| 1793 | 1800 | 1806 | 1821 | 1831 | 1836 | 1841 | 1846 | 1851 |
| ---- | ---- | ---- | ---- | ---- | ---- | ---- | ---- | ---- |
| 300  | 327  | 327  | 312  | 374  | 388  | 352  | 360  | 336  |

| 1856 | 1861 | 1866 | 1872 | 1876 | 1881 | 1886 | 1891 | 1896 |
| ---- | ---- | ---- | ---- | ---- | ---- | ---- | ---- | ---- |
| 307  | 382  | 488  | 632  | 602  | 598  | 626  | 614  | 655  |

| 1901 | 1906 | 1911 | 1921 | 1926 | 1931 | 1936 | 1946 | 1954 |
| ---- | ---- | ---- | ---- | ---- | ---- | ---- | ---- | ---- |
| 598  | 634  | 709  | 915  | 910  | 986  | 838  | 884  | 900  |

| 1962 | 1968 | 1975   | 1982   | 1990   | 1999   | 2006   | 2011   | 2016   |
| ---- | ---- | ------ | ------ | ------ | ------ | ------ | ------ | ------ |
| 729  | 861  | 10 629 | 20 129 | 22 584 | 26 655 | 27 577 | 26 389 | 25 529 |

| 2021   | 2022   | - | - | - | - | - | - | - |
| ------ | ------ | - | - | - | - | - | - | - |
| 26 082 | 26 348 | - | - | - | - | - | - | - |

#### Pyramide des âges
La population de la commune est relativement jeune.
En 2018, le taux de personnes d'un âge inférieur à 30 ans s'élève à 41,3 %, soit au-dessus de la moyenne départementale (38,0 %). À l'inverse, le taux de personnes d'âge supérieur à 60 ans est de 17,7 % la même année, alors qu'il est de 21,7 % au niveau départemental.
En 2018, la commune comptait 12 564 hommes pour 13 011 femmes, soit un taux de 50,87 % de femmes, légèrement inférieur au taux départemental (51,32 %).
Les pyramides des âges de la commune et du département s'établissent comme suit.
| Hommes | Classe d’âge | Femmes |
| ------ | ------------ | ------ |
| 0,3    | 90 ou +      | 0,3    |
| 4,8    | 75-89 ans    | 5,0    |
| 11,7   | 60-74 ans    | 13,3   |
| 18,7   | 45-59 ans    | 18,6   |
| 22,6   | 30-44 ans    | 22,1   |
| 19,2   | 15-29 ans    | 19,4   |
| 22,7   | 0-14 ans     | 21,3   |

| Hommes | Classe d’âge | Femmes |
| ------ | ------------ | ------ |
| 0,6    | 90 ou +      | 1,4    |
| 6      | 75-89 ans    | 7,8    |
| 13,5   | 60-74 ans    | 14,8   |
| 20,7   | 45-59 ans    | 20,1   |
| 19,6   | 30-44 ans    | 19,9   |
| 18,5   | 15-29 ans    | 16,8   |
| 21,2   | 0-14 ans     | 19,2   |

### Enseignement secondaire
- Collège de l'Agiot[39].
- Collège de la Clef-Saint-Pierre
- Collège Alexandre-Dumas, Maurepas
- Lycée Dumont-d’Urville, Maurepas
- Lycée des 7-Mares, Maurepas

### Manifestations culturelles et festivités
La « fête d'automne », un vide-greniers, a lieu le dernier dimanche de septembre.

### Sports
Club de football américain, les Templiers d'Élancourt, fondé en 1986, participe au championnat de France de deuxième division depuis 2017.

## Économie

### Revenus de la population et fiscalité
En 2010, le revenu fiscal médian par ménage était de 39 025 €, ce qui plaçait Élancourt au 3 010e rang parmi les 31 525 communes de plus de 39 ménages en métropole.
Ce chiffre est légèrement inférieur à la moyenne départementale (40 650 €).

### Entreprises et commerces
L'activité économique de la ville est répartie principalement sur deux zones industrielles, trois zones d'activités et un quartier.
La zone industrielle de le Clef de Saint-Pierre concentre plus de 5 400 emplois répartis en 30 sièges sociaux et sites de production. L'aéronautique et la haute technologie sont les secteurs dominants. On peut citer des entreprises importantes telles que Airbus, Matra, Thales, Fenwick ou Polaroid.
La zone industrielle de Trappes-Élancourt, centrée davantage sur les services regroupe 17 entreprises et environ 580 emplois dans sa partie située à Élancourt.
La zone d'activité des Côtes, au pied de la colline d'Élancourt, est constituée de 20 sociétés employant 245 personnes.
La zone d'activité de la Petite Villedieu comporte 16 PME pour 235 emplois.
La zone d'activités des IV Arbres avec 23 artisans, PME-PMI et commerçants regroupe 219 emplois.
Le quartier des 7 Mares (immeubles : « Le Triton », « Saint-Quentin 2000 », « Le Capitole ») concentre 47 entreprises et 366 emplois.
Les principaux équipements de la ville sont situés au centre des 7-Mares, notamment le Prisme, centre culturel de la communauté d'agglomération qui accueille de nombreux spectacles et le « Festival du polar ».

## Culture locale et patrimoine

### Lieux et monuments
- Commanderie des Templiers de la Villedieu (fondée en 1180 et rénovée entre 1971 et 1978)
- Ferme du Mousseau, centre culturel, au rond-point de Laubach (près de France Miniature)
- Lavoir de l'Hermanderie (au vieux village)
- Bassin de la Muette (au vieux village)
- Parc des Coudrays
- Jardin des Cinq Sens (au vieux village)
- France Miniature
- Église Saint-Médard (Élancourt village)
- Église de la Clef de Saint-Pierre
- Église protestante évangélique d'Élancourt
- Église réformée de France
- Temple protestant du Gandouget
- Centre communautaire AVIV
- Centre socio-culturel Attouba
- Bois des Réaux
- Parc des Réaux

### Personnalités liées à la commune
- Guy Malandain (1937-), ancien maire de Trappes et ancien député de la onzième circonscription des Yvelines, a été maire-adjoint d'Élancourt entre 1983 et 1995.
- Cécile Saboureau (1983-), paratriathlète française, y habite. Multiple championne de France, elle est sélectionnée aux Jeux paralympiques d'été de 2020 à Tokyo.
- Romain Martin (1988-), médaillé d'or et médaillé d'argent aux Jeux méditerranéens de 2009 en badminton, vice-champion de France d'heptathlon en 2021[pourquoi ?].
- Ishak Belfodil (1992-), footballeur international algérien, a été licencié à l'OSC Élancourt.

### Héraldique
| Blason de Élancourt | Blason  | De sinople au chevron d'or surchargé en abîme d'un écusson parti d'argent et de sable à la croix alésée de gueules brochant sur la partition, au chef d'azur à trois besants d'argent disposés 2 et 1 accostés de deux fleurs de lys d'or |
| Blason de Élancourt | Détails | Description symbolique : « Vert comme la campagne du village ; au chevron d'or représentant les routes qui la sillonnent ; au milieu un écusson blanc et noir, couleurs du baussant ou étendard des Templiers avec la croix rouge de l'Ordre ; au-dessus, bleu avec trois bessants blancs, monnaie byzantine des Croisades, symbole de Saint-Germain-des-Prés ; avec deux fleurs de lys, symboles de la royauté et de l'abbaye de Saint-Denis. » Ces armes furent créées par M. Bobee de la société française d'héraldique[réf. nécessaire]. |